# Мадам Баттерфляй
«Мада́м Баттерфля́й» (итал. Madama Butterfly) — опера Джакомо Пуччини в трёх актах (в первой редакции в двух актах) на либретто Луиджи Иллика и Джузеппе Джакоза, по мотивам одноимённой драмы Дэвида Беласко (1900). Драма Беласко представляет собой переработку рассказа «Мадам Баттерфляй» американского писателя Джона Лютера Лонга (1898), вдохновлённого, в свою очередь, автобиографическим романом французского писателя и путешественника Пьера Лоти «Мадам Хризантема» (1888).
Премьера оперы в первой редакции состоялась в миланском театре «Ла Скала» 17 февраля 1904 года и громко провалилась; во второй редакции — в театре «Гранде», в Брешиа, 28 мая 1904 года с большим успехом. Является одной из наиболее исполняемых опер во всём мире.

## Содержание сюжета

### Первый акт
Лейтенант Ф. Б. (Франклин Бенджамин) Пинкертон, офицер военно-морских сил США, влюблён в гейшу Чио-Чио-Сан, известную под именем Баттерфляй, и собирается на ней жениться. Услужливый маклер Горо показывает Пинкертону домик на вершине холма под Нагасаки, в котором пара собирается провести медовый месяц. Горо представляет Пинкертону служанку по имени Судзуки и прочую прислугу. Готовится свадьба.
На церемонию приезжает американский консул Шарплесс, приятель Пинкертона. Во время их разговора выясняются циничные намерения жениха: он не прочь сделать Чио-Чио-Сан своей женой, но в Америке их союз не имеет юридической силы, так что он сможет считать себя свободным от брачных уз. Шарплесс встревожен такой циничной позицией и предостерегает Пинкертона: Чио-Чио-Сан слишком юна, чиста и искренна, чтобы поступать с ней таким образом. Пинкертон успокаивает приятеля: согласно одному из пунктов, брачный договор является временным и в любой момент может быть расторгнут. Так же как и договор на дом, который он берёт в аренду на 999 лет.
Появляется Чио-Чио-Сан с подругами-гейшами. Шарплесс впечатлён её красотой и интересуется возрастом. Чио-Чио-Сан кокетничает, но признаётся, что ей пятнадцать. Отца у неё нет, только мать, и выросла она в бедности. Наряженная в свадебное платье невеста рассказывает о своей горячей любви к американцу и объявляет о решении отказаться от своей веры и перейти в христианство.
Во время свадьбы появляется дядя Чио-Чио-Сан, японский бонза. Он проклинает племянницу за измену вере предков, переход в христианство и брак с инородцем. Пинкертон, ставший законным мужем, приказывает всем уйти, чтобы он с женой мог насладиться этой прекрасной минутой.

### Второй акт
Прошло три года. Пинкертон вскоре после свадьбы уехал в Америку, а Чио-Чио-Сан продолжает его ждать. Она верит, что возлюбленный супруг вернётся, и запрещает всем переубеждать её. Верная служанка Судзуки пытается вернуть хозяйку на землю, но Чио-Чио-Сан искренне верит в любовь и убеждена, что американские мужчины не могут изменять, ведь в Соединённых Штатах мужчин за измену сажают в тюрьму. Судзуки сообщает, что деньги, оставленные Пинкертоном, давно на исходе. Чио-Чио-Сан плачет и опасается, что если супруг вскоре не вернётся, ей придётся вернуться к ремеслу гейши и снова танцевать для мужчин, чтобы добывать пропитание. И всё-таки она верит, что муж вскоре приедет. Ради этого она без сожаления отвергает богатого принца Ямадори, который приехал предложить ей руку и сердце, даже несмотря на то, что она проклята и отвержена родными. Ямадори уезжает от неё ни с чем.
Консул Шарплесс приносит письмо, в котором Пинкертон сообщает ему, что вскоре вернётся в Японию, но не один, а с американской женой. Чио-Чио-Сан ещё не знает содержания и приходит в восторг, ведь Пинкертон наконец-то сообщил о себе. Каждую фразу из письма она прерывает радостными восклицаниями. Шарплесс досадует — он не может дочитать письмо до конца, потому что Чио-Чио-Сан постоянно перебивает. Однако он успевает сообщить, что Пинкертон ей больше не муж. Баттерфляй отказывается считать это правдой и показывает гостю сына. По её убеждению, это самый прекрасный ребёнок в Японии, ведь больше ни у кого в стране нет таких американских голубых глаз. Сейчас мальчика зовут Долоре (Страдание), но когда вернётся отец, его будут звать Джойя (Веселье). Шарплесс в смятении, он обещает использовать всё своё влияние на Пинкертона.
Выстрел пушки извещает о том, что в гавань входит корабль. Баттерфляй бежит на террасу, чтобы посмотреть в подзорную трубу. Она видит, что судно носит название «Авраам Линкольн» — это корабль Пинкертона. Чио-Чио-Сан в восторге. Она приказывает Судзуки украсить весь дом цветами. Сама она хочет переодеться в то же платье, в котором была во время свадьбы.

### Третий акт
Ночь подходит к концу. Баттерфляй уносит спящего сына в другую комнату. На сцене остаётся только Судзуки. В этот момент появляется Пинкертон, но не один, а с женой Кейт и консулом Шарплессом. Шарплесс объясняет Пинкертону, что тот натворил. Пинкертон оправдывается: он не думал, что Чио-Чио-Сан воспримет их брак столь серьёзно. Все трое просят Судзуки объяснить хозяйке происходящее, чтобы смягчить удар, и уговорить отдать им ребёнка. Судзуки обещает сделать всё возможное.
Входит Баттерфляй, видит незнакомую женщину. Судзуки пытается объяснить — это законная жена Пинкертона. Чио-Чио-Сан, наконец, понимает, что она больше не супруга Пинкертона. Судзуки уговаривает её отдать ребёнка. Баттерфляй понимает, что так будет лучше. Кейт Пинкертон, сочувствуя горю обманутой японки, обещает хорошо заботиться о мальчике.
Чио-Чио-Сан остаётся одна. Она принимает решение: «Тот, кто не может жить с честью, должен умереть с честью». В руках у неё вакидзаси, она готовится совершить харакири. Но появление сына останавливает её. Баттерфляй целует ребёнка и отправляет его гулять в сад, а затем вонзает вакидзаси себе в чрево. Вбегает Пинкертон, но уже слишком поздно: Баттерфляй мертва.

## Действующие лица
| Партия                                           | Голос           | Исполнитель на премьере 17 февраля 1904 (Дирижёр: Клеофонте Кампанини) |
| ------------------------------------------------ | --------------- | ---------------------------------------------------------------------- |
| мадам Баттерфляй (Чио-Чио-сан)                   | сопрано         | Розина Сторкио                                                         |
| Судзуки, служанка                                | меццо-сопрано   | Джузеппина Джакониа                                                    |
| Бенджамин Франклин Пинкертон, лейтенант ВМФ США  | тенор           | Джованни Дзенателло                                                    |
| Шарплес, американский консул                     | баритон         | Джузеппе Де Лука                                                       |
| Горо                                             | тенор           | Гаэтано Пини-Корси                                                     |
| принц Ямадори                                    | тенор / баритон | Эмилио Вентурини                                                       |
| Бонза, дядя Чио-Чио-сан                          | бас             | Паоло Вульман                                                          |
| Якусидэ, дядя Чио-Чио-сан                        | бас             | Антонио Вольпини                                                       |
| комиссар                                         | бас             | Виале                                                                  |
| чиновник регистратуры                            | бас             | Дженнари                                                               |
| мать Чио-Чио-сан                                 | меццо-сопрано   | Тина Аласиа                                                            |
| тётка                                            | сопрано         | Гиссони                                                                |
| кузина                                           | сопрано         | Пальмира Маджи                                                         |
| Кэт Пинкертон                                    | меццо-сопрано   | Манфреди                                                               |
| Долоре, мальчик                                  | без пения       |                                                                        |
| Родственники, друзья, подруги, слуги Чио-Чио-сан |                 |                                                                        |

## История создания
После создания оперы «Тоска», либретто которой было написано Луиджи Илликой и Джузеппе Джакозой, Джакомо Пуччини никак не мог остановить свой выбор в отношении литературной основы для своего следующего сочинения: он рассматривал множество произведений, в основном французского происхождения. 16 августа 1900 года — через полгода после премьеры «Тоски» — в одном из писем своему издателю Джулио Рикорди он подписался: «Ваш безработный композитор», что характеризует состояние его духа на тот момент. В основе либретто «Мадам Баттерфляй» Пуччини лежит одноактная пьеса американского драматурга и режиссёра Дэвида Беласко (1900), которая представляет собой переработку рассказа (повести) «Мадам Баттерфляй» американского писателя Джона Лютера Лонга, впервые опубликованного в 1898 году в нью-йоркском журнале The Century Magazine. Во многом он был вдохновлён, в свою очередь, автобиографическим романом французского писателя и путешественника Пьера Лоти «Мадам Хризантема», получившим значительную известность после его издания в 1888 году. На его основе французский композитор Андре Мессаже написал одноимённую оперу, поставленную 30 января 1893 года в парижском Théâtre de la Renaissance. Музыковеды отмечают, что ещё одним предшественником оперы Пуччини стала «японская» работа его давнего соперника за внимание публики — Пьетро Масканьи опера «Ирис». Она была впервые поставлена на сцене Римского оперного театра 22 ноября 1898 года. Её действие также происходит в Японии и заканчивается самоубийством гейши.
Между рассказом Лонга и театральной драмой Беласко были значительные расхождения, в первую очередь это касалось трагедийной трактовки образа героини. Со спектаклем композитор познакомился по настоянию друзей, предположивших, что на основе драмы можно написать оперу в духе Пуччини. Он посмотрел постановку в лондонском театре Duke of York’s Theatre и несмотря на то, что не знал английского языка трагическая история японской гейши настолько увлекла его, что он пошёл к автору драмы за кулисы, где сделал предложение о создании оперы на его сюжет. Беласко сразу же согласился и позже описывал этот порыв знаменитого композитора следующим образом: «Вести деловые переговоры с темпераментным итальянцем, который со слезами на глазах бросается вам на шею, казалось мне делом невозможным». Решив удостовериться в верности своих впечатлений Пуччини пригласил посмотреть постановку несколько друзей, которые также, как и он, были взволнованы сюжетом, полностью одобрив его выбор. Во многом вдохновение драмой можно объяснить драматургическими и режиссёрскими находками Беласко; позже некоторые из них были перенесены в оперу.
По первоначальному замыслу либретто содержало три действия, однако по мере работы композитор настоял на сокращении до двух, объединив два последних. Ход работы известен из переписки с Рикорди. 23 апреля 1902 года Джакомо радостно сообщал Рикорди: «…Итак, осанна! Давайте же кричать во всё горло (если только это правда!). Жду наступления славных родов, которые помогут создаваемому с таким трудом строению, но завершение ещё далеко. Я сам укладываю камень за камнем и учусь, как заставить петь господина Бенджамина Франклина Пинкертона насколько можно более по-американски». Значительное влияние на характер и сроки создания оперы оказала тяжёлая автомобильная авария, в которую попал маэстро с членами своей семьи: женой Эльвирой и сыном Тонио. Это событие произошло, когда он был близок к завершению последнего акта. Катастрофа произошла 25 февраля 1903 года по пути из Лукки в Торре дель Лаго, где на берегу озера Массачукколи находилась вилла Пуччини. Водитель не справился с управлением и машина вылетела в обрыв, где перевернулась: композитор получил перелом большой берцовой кости, но его жена и сын не пострадали. Восстановление заняло более восьми месяцев, к работе над вторым актом он вернулся сразу же как ему позволили силы — ещё находясь в постели. Его очень расстраивало промедление со стороны либреттистов, так как он вынуждено оставался без необходимого литературного материала, кроме того известно, что он не всегда был удовлетворён результатами их работы.
Пуччини при написании оперы интересовался японской культурой, в частности музыкальной, общался с представителями восточной страны. Так, при знакомстве с женой японского посла в Италии госпожой Охима были уточнены ошибки в именах, кроме того она познакомила маэстро с мелодиями своей родины. Из переписки с издателем известно, что первый вариант оперы отличался не только структурой, но и тем, что его действие должно было происходить в американском консульстве в Нагасаки. 16 ноября 1903 года композитор писал Рикорди, что окончательно пришёл к выводу, что опера должна быть непременно в двух актах. После решения изменить количество актов уже в следующем письме он извещал своего адресата: «Вот увидите, Вы тоже согласитесь со мной. Акт в консульстве просто губителен для оперы. Это короткая пьеса, и начавшись, она должна быстро, без остановок прийти к завершению. Я написал об этом Иллике, и сегодня утром он согласился, что я прав». К декабрю Джакомо утвердил либретто, оставшись очень доволен полученным результатом. По его планам, опера должна быть закончена к январю—началу февраля 1904 года о чём радостно сообщал издателю: «Получилось блистательно, действие развивается так логично и стремительно, что одно удовольствие. А консульский акт просто всё погубил бы! Сейчас инструментую первый акт и скоро приеду в Милан…». Несмотря на то, что гипс на ноге был недавно снят, кости ещё полностью не закрепились и Пуччини приходилось перемещаться с двумя палками, он принимает решение отправиться в Париж на французскую премьеру «Тоски». Там она прошла с триумфом, но встретила замечания со стороны некоторых критиков. Во французской столице он занимался работой над инструментовкой второго акта «Мадам Баттерфляй».
Премьера оперы в первой редакции (два акта с интермеццо между ними) состоялась 17 февраля 1904 года в миланском театре «Ла Скала» и закончилась полным фиаско. После последовательного триумфа «Манон», «Богемы» и «Тоски» автор рассчитывал абсолютно на другой приём и пригласил в Ла-Скалу друзей и близких родственников: жену и сына, сестёр. По словам Арнольдо Фаркаролли, близкого друга Пуччини, «ужасный провал» на первом представлении стал «одним из самых шумных в истории театра»: «…с криками, шиканьем, высмеиванием целых сцен и певцов, с ураганом возмущённых криков и непрерывным свистом. Казалось, публику охватило какое-то страстное желание уничтожать». На обстоятельствах приёма подробно останавливался критик миланской газеты Corriere della Sera Джованни Поцца: «Длинный, слишком длинный первый акт, выслушан с холодным молчанием, и когда занавес опустился, аплодирует только часть публики. Другая часть хочет заставить замолчать тех, кто аплодирует. Это столкновение длится некоторое время: отдельные слишком грубые неодобрительные выкрики вызывают более горячие и частые аплодисменты. После первого вызова исполнителей маэстро Пуччини, опираясь на палку (у него ещё болела сломанная нога), дважды выходит на сцену». По его оценке, такое неприятие со стороны ранее благожелательной публики прежде всего было вызвано тем, что мелодику оперы восприняли как самоповтор предыдущих произведений, в частности «Богемы», а также затянутости действия в нескольких сценах. Завершал свою статью Поцца пророческими словами, что после новой редакции и изменений, прежде всего касающихся неизбежных сокращений, опера обречена на заслуженный успех: «Слишком много в ней прекрасных страниц, очень красивых, удивительно изящна её фактура. Лучше подождать, чтобы потом вынести более спокойное и взвешенное суждение, нежели произнести последнее слово прямо сейчас».
Сам Пуччини, хотя и был огорчён миланским провалом, но всё же верил в будущее своей новой оперы и пришёл к выводу, что необходимо вернуться к трёхактному варианту. Он сократил первый акт, сведя до минимума слишком затяжную сцену с многочисленной роднёй Баттерфляй, в результате чего акт стал короче в среднем на 8 минут, а второй акт, продолжительность которого доходила чуть ли не до полутора часов, разделил на два более коротких. Так возникла окончательная трёхактная редакция. Премьера её прошла 28 мая 1904 года, правда, уже не в Милане, а в театре «Гранде» в Брешиа, где ознаменовалась крупным успехом, закреплённым горячим приёмом в Париже и США.

## Постановки в России (XXI век)
- 2 февраля 2002 г. — ГАУК РО «Ростовский Государственный Музыкальный Театр». Художественный руководитель постановки — заслуженный деятель искусств России Вячеслав Кущёв[26].
- 4 мая 2002 г. — Московский академический музыкальный театр имени К. С. Станиславского и Вл. И. Немировича-Данченко. Режиссёр-постановщик — Людмила Налётова. Художник-постановщик — Елена Степанова[27].
- 3 февраля 2006 г. — ГКМТ «Санкт-Петербургъ Опера». Сценическая версия, постановка — заслуженный деятель искусств России Юрий Александров.
- 31 января 2008 — Екатеринбургский театр оперы и балета. Дирижёр-постановщик — Михаил Грановский. Режиссёр-постановщик — заслуженный деятель искусств России Алексей Степанюк. Художник-постановщик — Дмитрий Чербаджи
- 25 сентября 2009 — Татарский академический государственный театр оперы и балета им. М.Джалиля. Музыкальный руководитель и дирижёр — Гинтарас Ринкявичус (Литва). Режиссёр-постановщик — лауреат Государственной премии Татарстана им. Г.Тукая Михаил Панджавидзе (Большой театр России, Москва). Художник-постановщик — заслуженный деятель искусств России, лауреат Государственной премии России Игорь Гриневич (Новосибирск)[28].
- 26 ноября 2010 — Пермский академический театр оперы и балета имени П. И. Чайковского. Режиссёр-постановщик — Денис Радченко, художники-постановщики — Петр Окунев и Ольга Шаишмелашвили, хормейстер-постановщик — Дмитрий Батин. Музыкальный руководитель и дирижёр — Александр Анисимов[29].
- 17 марта 2012 — Самарский академический театр оперы и балета. Музыкальный руководитель и дирижёр — Александр Анисимов. Режиссёр-постановщик — Дитер Мартин Кёги (Швейцария), художник-постановщик — Елена Соловьёва, художник по костюмам — Наталья Земалиндинова (Ростов-на-Дону); хормейстеры — Валерия Навротская, Ольга Сафонова[30].
- 31 мая 2012 — Саратовский театр оперы и балета. Дирижёр-постановщик — народный артист РСФСР Юрий Кочнев, режиссёр-постановщик — заслуженный деятель искусств России Алексей Степанюк, художник-постановщик — Юрий Устинов.
- 15 февраля 2013 — Хабаровский краевой музыкальный театр. Режиссёр-постановщик Павел Коблик (г. Екатеринбург), дирижёр-постановщик и музыкальный руководитель Сергей Разенков, художник-постановщик Станислав Фесько (Москва), балетмейстер-постановщик Ольга Козорез, хормейстер Александр Рыбков, художник по костюмам Наталья Сыздыкова[31].
- 31 октября 2014 — Санкт-Петербургский Государственный детский музыкальный театр «Зазеркалье». Режиссёр-постановщик — народный артист России Александр Петров, музыкальный руководитель и дирижёр — народный артист России Павел Бубельников.
- 28 июня 2024 года — Москва «Геликон-опера»[32].
- 10 октября 2024 года - Нижний Новгород "Театр оперы и балета А. С. Пушкина" Режиссёр-постановщик - Игорь Ушаков, художник-постановщик - Иван Совлачков.

## Экранизации
- 1915 — «Мадам Баттерфляй[англ.]» (США), режиссёр Сидней Олкотт.
- 1954 — «Мадам Баттерфляй» (Италия— Япония), режиссёр Кармине Галлоне.
- 1956 — «Мадам Баттерфляй» (ТВ, пр-во RAI (Италия), чёрно-белый, режиссёр Марио Ланфранки[итал.], хор и оркестр итальянской телерадиокомпании, Милан, дирижёр Оливьеро де Фабритиис[итал.], в главных партиях Анна Моффо и Ренато Чиони[итал.]).
- 1974 (1975) — «Мадам Баттерфляй» (ТВ, цветной, пр-во Decca Records (Германия), режиссёр Жан-Пьер Поннель, Венский филармонический оркестр, хор Венской оперы, дирижёр Герберт фон Караян, в главных партиях Мирелла Френи, Пласидо Доминго, Криста Людвиг).
- 1980 — «Чио-Чио-Сан» (пр-во СССР, режиссёр Роман Тихомиров, в главной партии Мария Биешу).
- 1995 — «Мадам Баттерфляй» (кинофильм, цветной, пр-во Франция—Германия—Великобритания—Япония, режиссёр Фредерик Миттеран, Оркестр Парижа, хор Парижского радио, дирижёр Джеймс Конлон[англ.], в главных партиях Ин Хуан[англ.].